# مارتا مانگه
مارتا مانگه (اسپانیایی: Marta Mangué‎؛ زادهٔ ۲۳ آوریل ۱۹۸۳) بازیکن هندبال اهل اسپانیا است.